# Canthigaster smithae
Canthigaster smithae är en fiskart som beskrevs av Allen och Randall 1977. Canthigaster smithae ingår i släktet Canthigaster och familjen blåsfiskar. Inga underarter finns listade.